# Parque da Guarita

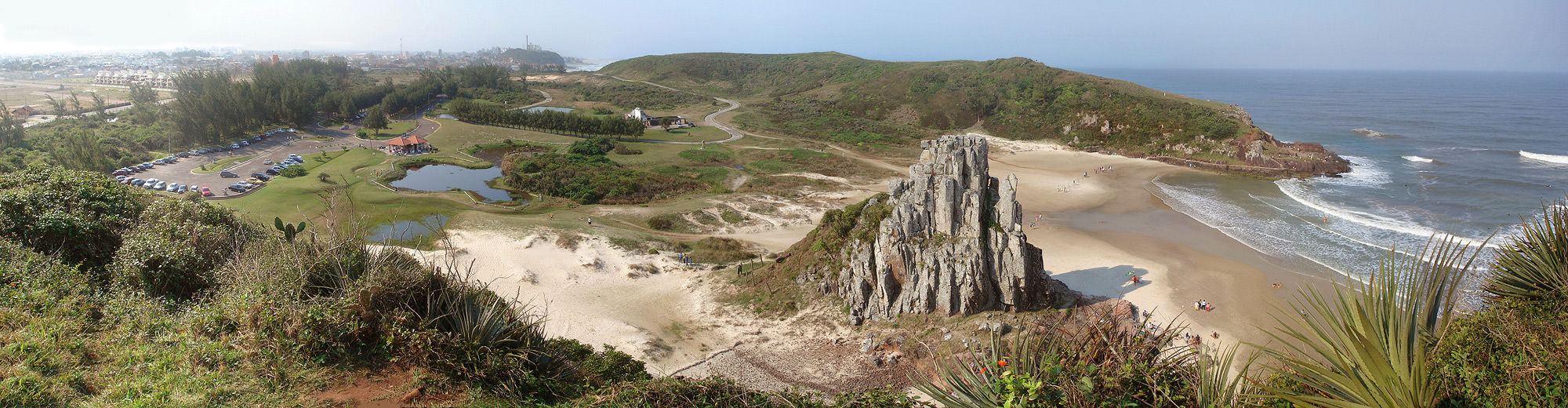
A praia da Guarita vista de cima da última torre, chamada Morro da Guarita, com uma perspectiva parcial do Parque da Guarita.

O Parque da Guarita, denominado oficialmente Parque Estadual José Lutzenberger, é uma Unidade de Conservação brasileira situada no município de Torres, nordeste do Estado do Rio Grande do Sul, Região Sul do Brasil. Seu nome homenageia o ambientalista gaúcho José Lutzenberger, que foi um dos maiores incentivadores da sua criação. Faz parte dos Monumentos Naturais de Torres trombados pelo Instituto do Patrimônio Histórico e Artístico Nacional.
O Parque da Guarita localiza-se em uma área que correspondia a um complexo turístico. É constituído essencialmente por ecossistema costeiro, contando com a praia da Guarita, porém na sua implantação foram criadas áreas reproduzindo outros ecossistemas da região.
Possui cerca de 350 hectares e sofre há 5 décadas com a falta de gerenciamento. Somente em janeiro de 2002 houve projeto privado em parceria com a municipalidade para revitalizá-lo e dar-lhe funções de educação ambiental e turísticas. Com o advento do furacão Catarina o projeto foi desativado e nos dias de hoje cogita-se terceirização do mesmo. Existem pesquisas sobre sua biota e um dos levantamentos mais completos foi realizado pela designer ambiental Cláudia Costa, estando em fase de acabamento para publicação.

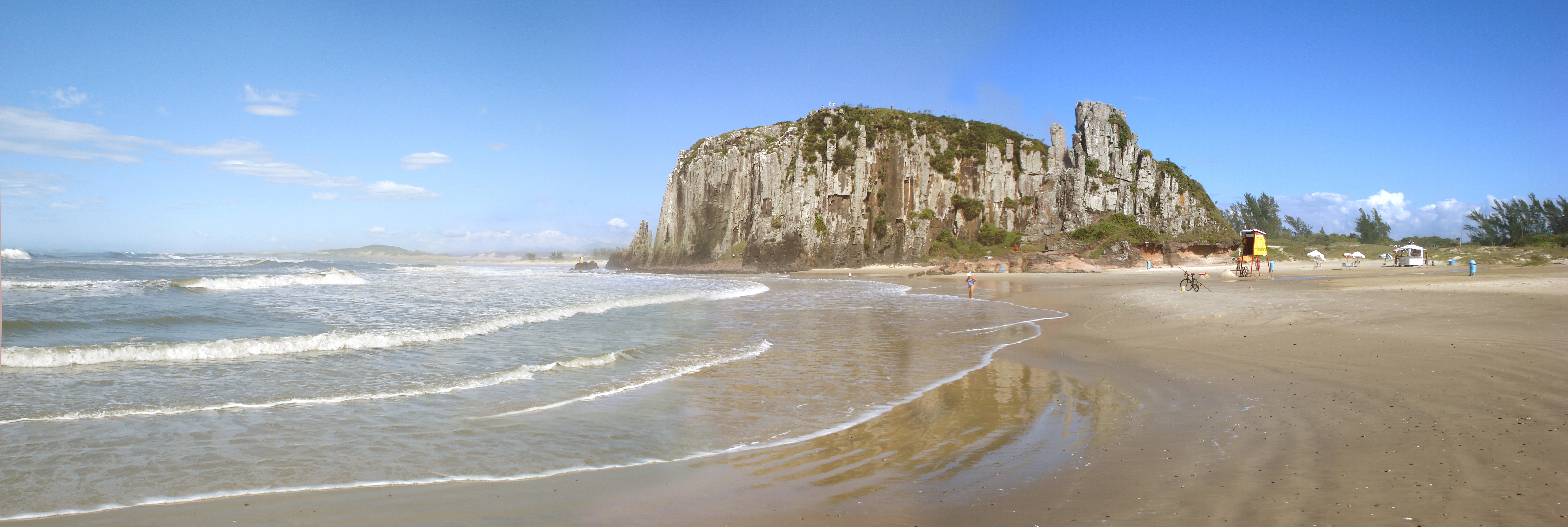
A praia da Guarita com suas falésias (duas das torres que dão nome à cidade) à direita